# Aelbrecht Hendricksz van Leuningen
Aelbrecht Hendricksz van Leuningen (Leiden, ca. 1545 – 30 maart 1613) was de eerste officiële drukker van zowel de Staten van Holland als van de Staten-Generaal van de Republiek der Zeven Verenigde Nederlanden.

## Biografie
Van Leuningen vestigde zich omstreeks 1569 in Delft, waar hij tussen 1573 en 1591 actief was als drukker. Zijn loopbaan begon in een periode van ingrijpende religieuze en politieke veranderingen, waarin de drukpers een cruciale rol speelde.
Hij trad in het huwelijk met Agniesgen Bruynen Caesarsdr., weduwe van de Delftse drukker Harman Schinckel, die in 1568 was terechtgesteld wegens het drukken van hervormingsgezinde geschriften. Albrecht en Agniesgen kregen twee dochters, onder wie Machteld, die later zelf een invloedrijk drukker en uitgever werd.
In 1578 woonde hij op de hoek van de Schoolstraat, vanwaar hij in 1580 verhuisde naar de Markt. In 1590 woonde hij by de oude Brugghe teghen over de Croen.
Na het ontslag van Carel Silvius in 1582 werd Van Leuningen benoemd tot landsdrukker van de Staten van Holland. Hoewel hij op dat moment nog niet de officiële drukker van de Generaliteit was, kreeg hij van zowel de Staten van Holland als de Staten-Generaal de opdracht om het Traktaat van de Unie van Utrecht te drukken.
Op 6 december 1590 werd hij aangesteld als officiële drukker van de Staten-Generaal, waarmee beide functies in zijn persoon werden verenigd. In 1591 verhuisde hij met zijn gezin naar Den Haag, waar de Staten-Generaal zich inmiddels eveneens hadden gevestigd. In 1599 opende hij daar zijn drukkerij, boekhandel en uitgeverij aan de zuidzijde van de Groenmarkt.
In Den Haag bekleedde hij ook bestuursfuncties: hij was schepen (1588–1589), een van de burgemeesters (1600–1601), en lid van de vroedschap (1603–1605).
In 1605 legde Van Leuningen het ambt van landsdrukker neer en vestigde zich in Naaldwijk. Zijn dochter Machteld en haar echtgenoot Hillebrant van Wouw namen de drukkerij over en zetten het bedrijf voort.
Van Leuningen stierf in 1613, drie maanden na het overlijden van zijn vrouw. Beiden werden begraven in de Oude Kerk te Delft.
- International Standard Name Identifier: 0000 0000 5291 3734
- Nationale Bibliotheek van Tsjechië: ola2013758515
- Virtual International Authority File: 31905978